# All Over You (Caravan)
All Over You  is het zesentwintigste album van de Britse progressieve rockband Caravan. Het zijn nieuwe opnames - in een min of meer akoestische sfeer, verrijkt met elektronische snufjes - van oude nummers van Caravan, stammend uit de periode 1968 - 1973. Vier nummers zijn afkomstig van het album 'If I Could Do.....'. Drie van 'In The Land Of Grey And Pink', en twee van 'For Girls Who Grow Plump In The Night'. Van het debuutalbum en van 'Waterloo Lily' is één nummer aanwezig. Over de nieuwe versie van 'For Richard' verklaarde Pye Hastings: 'I got tired of acoustic'.

## Tracklist
1. If I Could Do It All Over Again, I'd Do It All Over You - 3:30 (Pye Hastings)
2. Place Of My Own - 4:05 (Pye Hastings)
3. The Love In Your Eye - 4:16 (Pye Hastings)
4. In The Land Of Grey And Pink - 3:44 (Richard Sinclair)
5. Golf Girl - 4:33 (Richard Sinclair)
6. Disassociation - David Sinclair (excerpt from 'Nine Feet Underground')
7. Hello Hello - 3:13 (Pye Hastings / David Sinclair)
8. Asforteri 25 - 2:44 (Pye Hastings)
9. For Richard - 8:11 (David Sinclair)
10. Memory Lain, Hugh - 5:01 (Pye Hastings)
11. Headloss - 5:01 (Pye Hastings)

In 1997 was er een tweede uitgave van dit album, met een nieuw ontworpen hoes en met twee extra tracks:
1. Chance Of A Lifetime (akoestische versie)
2. If I Could Do It All Over You (bewerkte versie)

## Bezetting
- Pye Hastings, zang, gitaar
- Geoff Richardson altviool, gitaar, percussie, zang
- Jimmy Hastings klarinet, sopraansaxofoon, dwarsfluit
- David Sinclair piano, synthesizer
- Julian Hastings percussie